# Phytocoris varipes

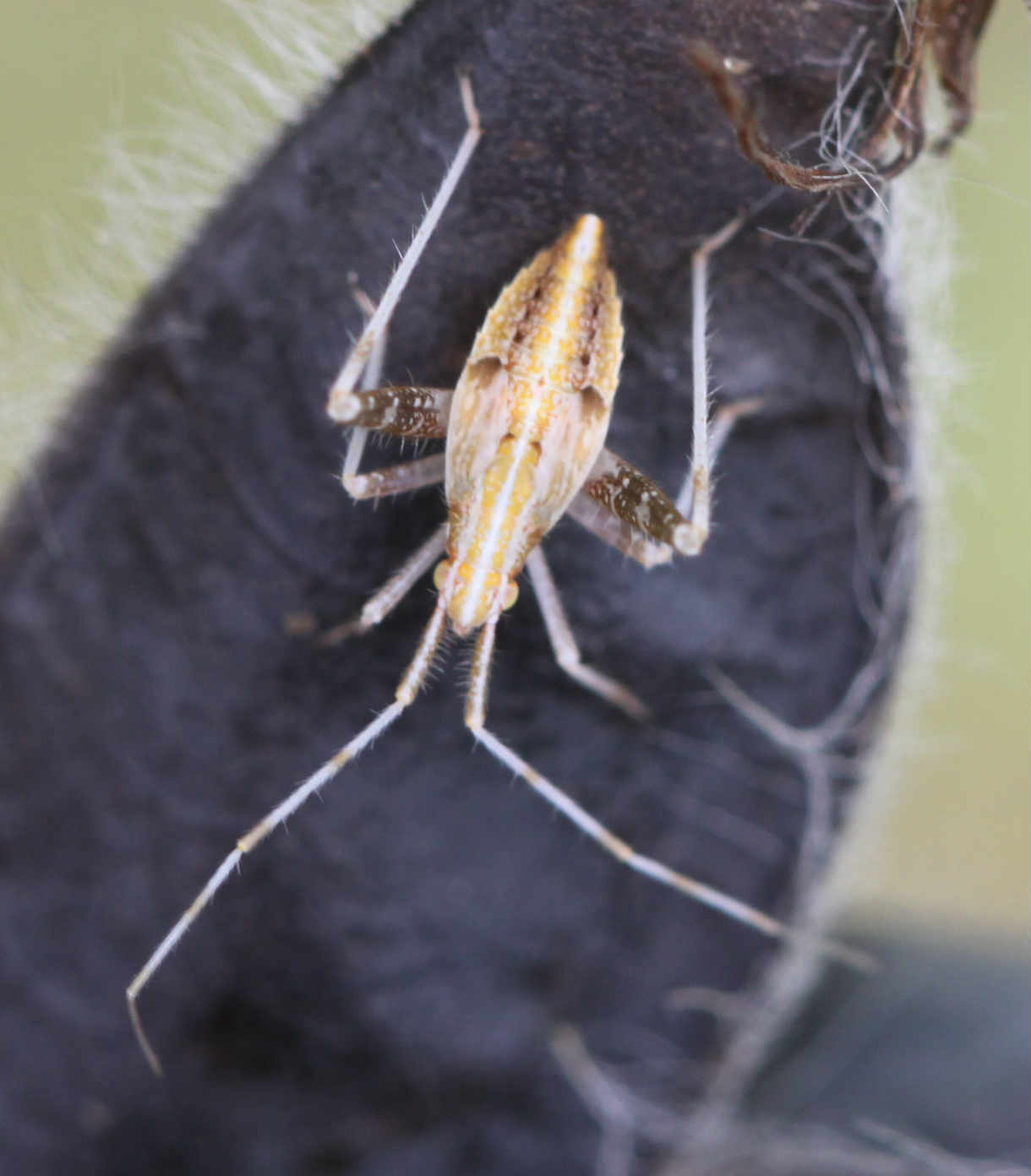
Nymphe (5. Stadium)

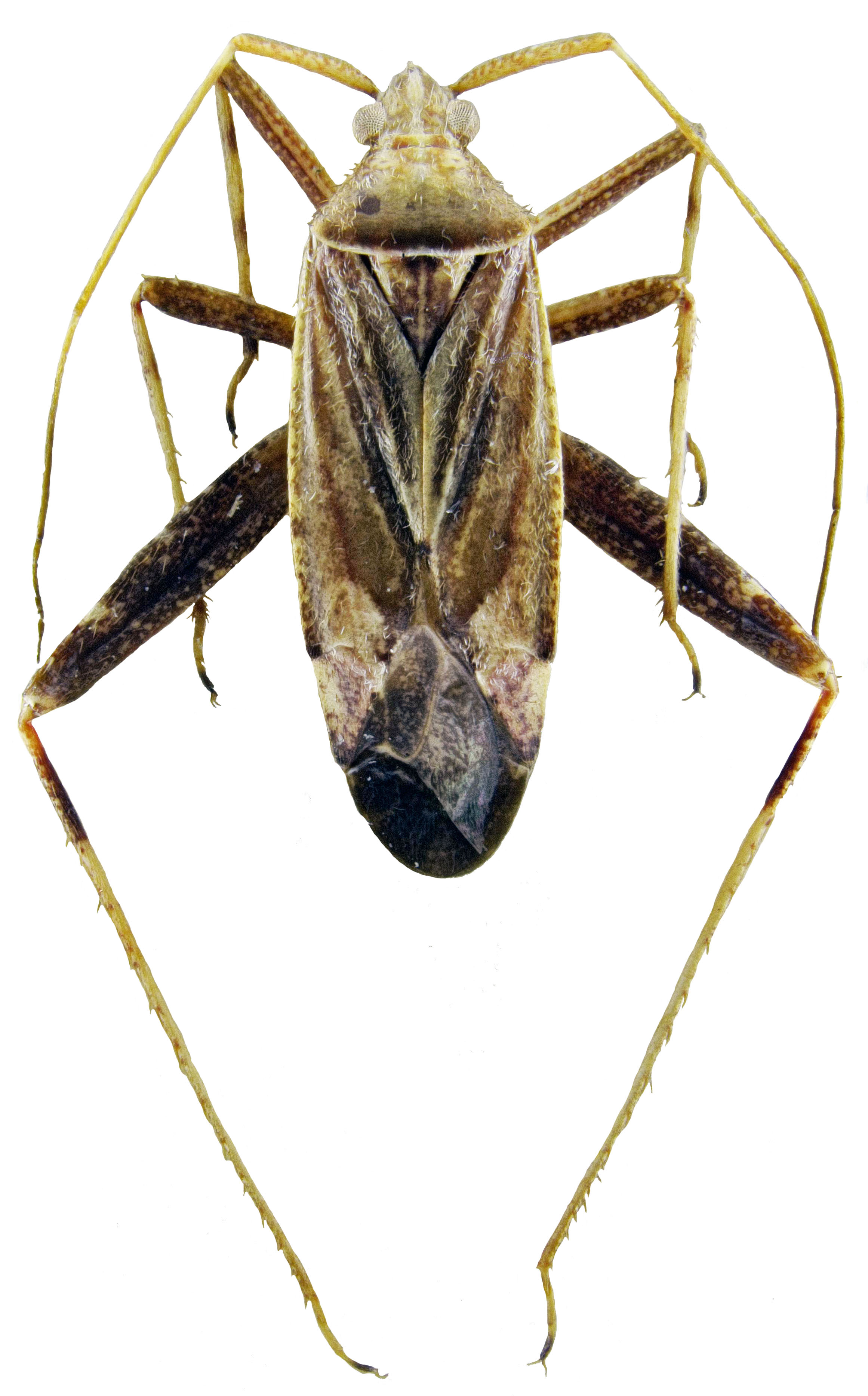
Präparat von Phytocoris varipes

Phytocoris varipes, auch Kräuter-Laubweichwanze genannt, ist eine Wanzenart aus der Familie der Weichwanzen (Miridae).

## Merkmale
Die Wanzen werden 5,7 bis 7,4 Millimeter lang. Die Arten der Gattung Phytocoris sind auf Grund ihrer langen Schenkel (Femora) der Hinterbeine und dem langen ersten Fühlerglied erkennbar. Nur Miridius quadrivirgatus besitzt diese Merkmale ebenfalls. Phytocoris varipes hat eine variable Grundfarbe, die von blass rosa-braun bis rotbraun reicht. Auf der Körperoberseite ist eine Zeichnung aus länglichen Flecken ausgebildet. Die Härchen am ersten Fühlerglied sind kürzer als die Fühler breit sind. Die Art sieht Phytocoris ulmi sehr ähnlich, diese Art ist aber gleichmäßiger gemustert und hat außerdem ein dünneres erstes Fühlerglied, welches länger behaart ist. Die Art ist nicht anhand von äußeren Merkmalen von Phytocoris insignis unterscheidbar. Die Männchen sind adult voll geflügelt (makropter), die Weibchen treten makropter oder mit verkürzten (brachypteren) Hemielytren auf.

## Vorkommen und Lebensraum
Die Art ist in fast ganz Europa mit Ausnahme des hohen Nordens verbreitet und kommt östlich bis in den Kaukasus und den Iran vor. Sie wurde durch den Menschen nach Nordamerika eingeschleppt. In Deutschland und Österreich ist sie weit verbreitet und in der Regel häufig. Besiedelt wird die Krautschicht trockener, warmer, offener Lebensräume.

## Lebensweise
Die Wanzen leben an verschiedenen krautigen Pflanzen und Gräsern und saugen vor allem an den Blüten und unreifen Früchten, sind aber zoophytophag, möglicherweise allerdings überwiegend phytophag. Ob die Wanzen an allen Pflanzenarten, an denen sie gefunden wurden, auch saugen ist, nicht bekannt. Zu den potentiellen Wirtspflanzen zählen diverse Korbblütler (Asteraceae) wie Schafgarben (Achillea), Flockenblumen (Centaurea), Kamillen (Matricaria) und Artemisia, Hülsenfrüchtler (Fabaceae) wie Klee (Trifolium), Hauhecheln (Ononis), Platterbsen (Lathyrus), Besenginster (Cytisus scoparius) und auch Ampfer (Rumex) aus der Familie der Knöterichgewächse (Polygonaceae), Labkräuter (Galium)  aus der Familie der Rötegewächse (Rubiaceae) und Süßgräser (Poaceae) wie Lieschgräser (Phleum) oder Trespen (Bromus). Die Eiablage wurde bisher an den Stängeln von Gemeiner Schafgarbe (Achillea millefolium) beobachtet. Die adulten Wanzen treten ab Anfang Juni, selten auch schon ab Juni auf. Die Paarung und Eiablage erfolgt im Juli und August und die Imagines sterben im Lauf des Oktobers.

## Belege